# Celastrina caphis
Celastrina caphis är en fjärilsart som beskrevs av Hans Fruhstorfer 1921/22. Celastrina caphis ingår i släktet Celastrina och familjen juvelvingar. Inga underarter finns listade i Catalogue of Life.